# 十輪院
十輪院（じゅうりんいん）は、奈良県奈良市十輪院町にある真言宗醍醐派の寺院。山号は雨宝山。本尊は石造の地蔵菩薩。江戸・明治期の町並みが残る奈良町の一角に位置する。

## 歴史
元は大寺院だった元興寺の子院である。寺伝によると奈良時代に右大臣・吉備真備の長男とされる朝野宿禰魚養が、元正天皇の旧殿を拝領し創建したと伝わる。その後、弘仁年間（810年 - 824年）には弘法大師が留錫したという。朝野魚養は能書（書道の名人）とされ、空海の書の師ともいうが、伝記のはっきりしない人物である。十輪院については、『大和名所記（和州旧跡幽考）』のような近世の地誌類には弘法大師の創建とも伝え、創建の正確な時期や事情については不明である。
「十輪院」の名称の文献上の初見は、鎌倉時代の仏教説話集『沙石集』（弘安6年・1283年成立）とされている十輪院の寺名は、『地蔵十輪経』に拠ったものと考えられている。現存する本堂、石仏龕（せきぶつがん）、東京へ移築された宝蔵などはいずれも正確な年代は不明ながら鎌倉時代のものとされており、鎌倉時代には地蔵信仰の寺院として栄えていたと思われる。
中世以降は庶民の地蔵信仰の寺として栄えた。室町時代から天正13年（1585年）までは院領300石を領したが、豊臣秀長に没収され、また兵乱により堂宇宝物なども大きく被害を受けた。しかし慶長7年（1602年）に、徳川家康より添上郡肘塚町・法華寺町内に寺領50石の寄進を受け、本堂、石仏龕の修復などが進み、一般大衆の地蔵信仰の高まりと相まって次第に寺勢は興隆した。
明治維新後は校倉造の宝蔵を手放すなど、一時寺勢は衰えたが、1955年（昭和30年）に本堂・南門の文化財としての解体大修理が行われ、以降1962年（昭和37年）に不動堂の修理、1976年（昭和51年）に御影堂の解体修理と続き、境内が整っていった。

## 境内

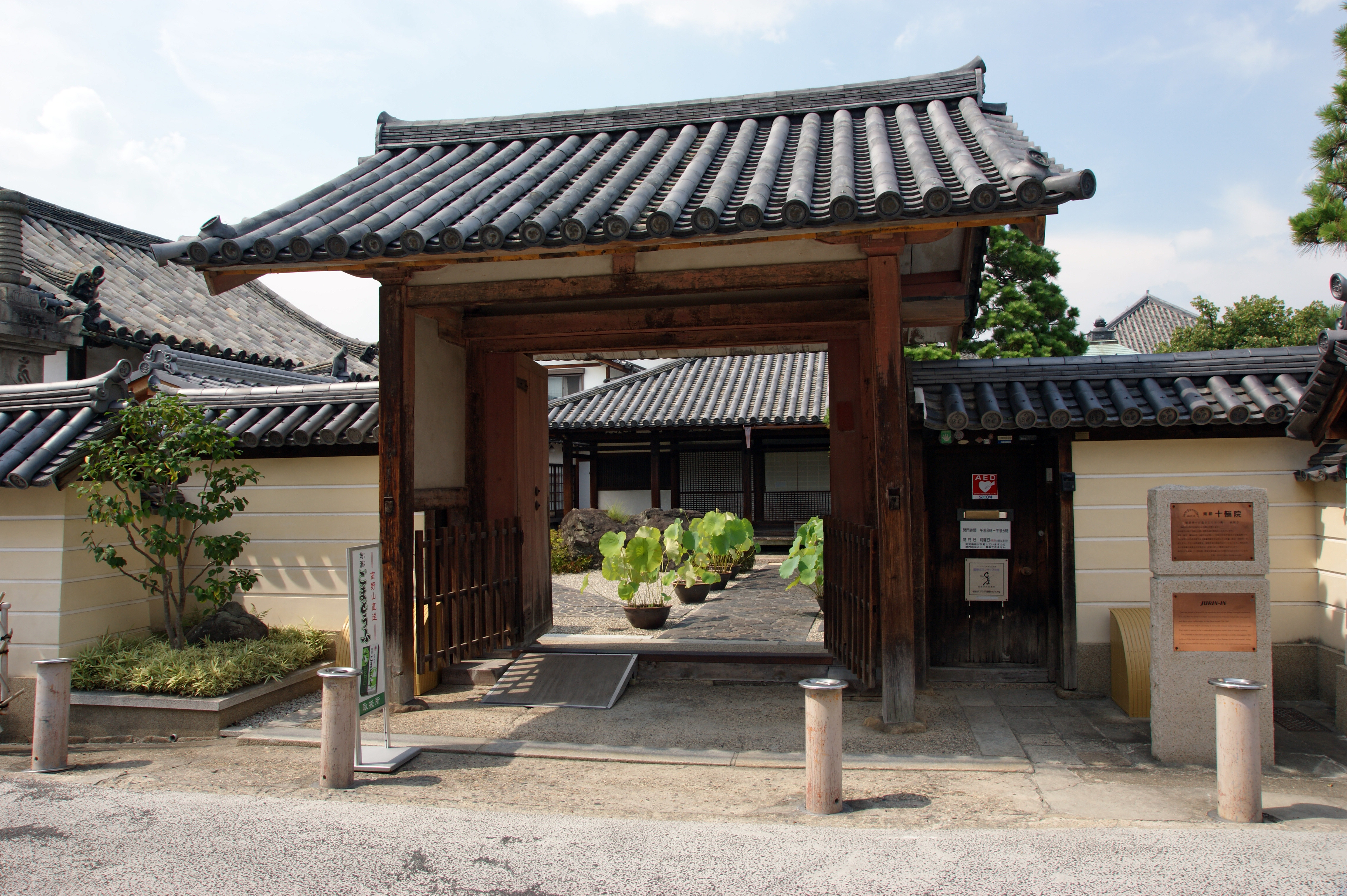
南門（重要文化財）

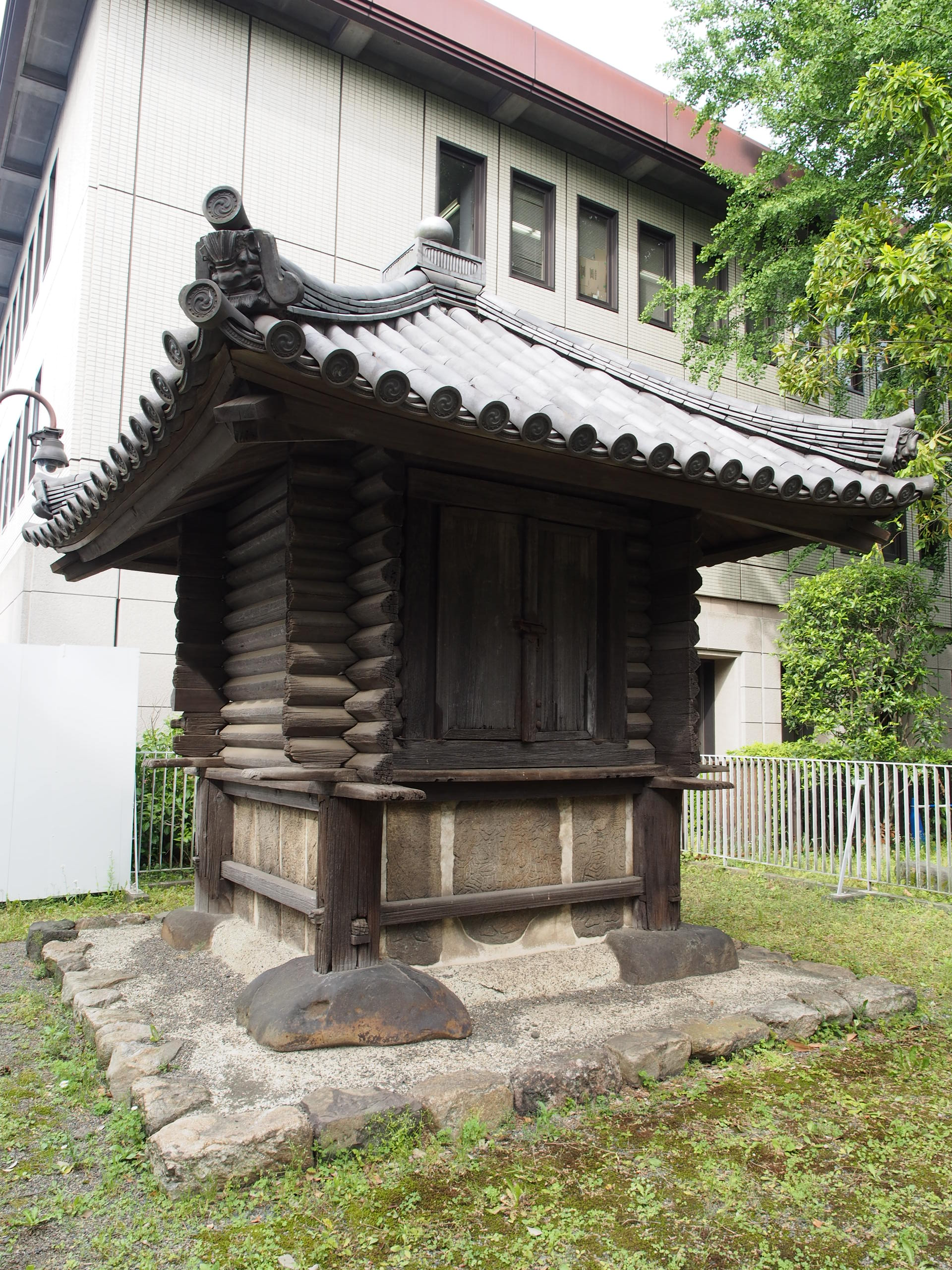
（参考画像）旧十輪院宝蔵（重要文化財、東京国立博物館に移築）

- 本堂（国宝） - 背後の覆堂内に安置された石仏龕を拝むための礼堂として建立された鎌倉時代の住宅風仏堂[1]。礼堂や灌頂堂と呼ばれていた。寄棟造、本瓦葺きで桁行5間、梁行4間[1]。前面一間通りは床張りで開放になっており、四方には浅い縁が巡らされ、東北隅の一間も開放になっている[1]。正面の蟇股は力強い鎌倉様式で、他にも軒下組物、大仏様繰形など細部の建築手法に見るべきものが多い[1]。建物全体の立ちが低く、正面は広縁の奥に蔀戸（しとみど）を設け、全体として住宅風の意匠になる。軒裏に垂木（たるき）を用いず板軒とする点も一般の仏堂建築と異なる特色である。1953年（昭和28年）から1955年（昭和30年）に行われた修理の際に本来の姿に戻されている。
- 御影堂（奈良県指定有形文化財） - 棟札によると、慶安3年（1650年）の築[1]。位牌堂とも呼ばれ、解体修理の際に地下に納骨廟堂が設けられた[1]。桁行3間、梁行3間、宝形造、銅板葺で正面に1間の向拝が設けられている[1]。内陣須弥壇上に、慶長17年（1612年）の造立銘がある弘法大師坐像を祀る[1]。
- 魚養塚（うおかいづか）[4] - 吉備真備の長男とされる朝野宿禰魚養の墓だとされる。横穴式石室で、奥壁に半肉で刻まれた如来型坐像の石仏や、宝塔を刻んだ石が巡らされている[1]。
- 鎮守社 - 祭神：天照大神、春日大神[1]
- 庭園
- 浮島弁財天石祠
- 愛染曼荼羅石
- 曼荼羅石堂
  - 興福寺曼荼羅石（奈良市指定有形文化財） - 鎌倉時代に作られた花崗岩製[4]の曼荼羅石。興福寺の諸仏と五重塔を刻んだ画像石で、興福寺諸堂ごとに、主な仏像の姿と種子を刻んでいる[4]。このような曼荼羅は鎌倉・室町時代に絵画として盛んに描かれたが、石造物としてはこれが唯一の遺品となる[4]。
- 十三重石塔
- 茶室「頻婆果亭」
- 庫裏
- 書院
- 河島英五の墓
- 護摩堂 - 不動堂とも呼ばれる[1]。南門を入ってすぐ左手に位置し、「一願不動尊」の扁額が掛かっている[1]。重要文化財の木造不動明王および二童子立像が内部に安置される[1]。
- 南門（重要文化財） - 切妻造・本瓦葺の四脚門[1]。鎌倉時代中期の建築[1]。1953年（昭和28年）からの解体修理の際、前面道路の拡充のため1.2メートル内側に移され、築地塀との釣り合い上外観が少し変わった[1]。

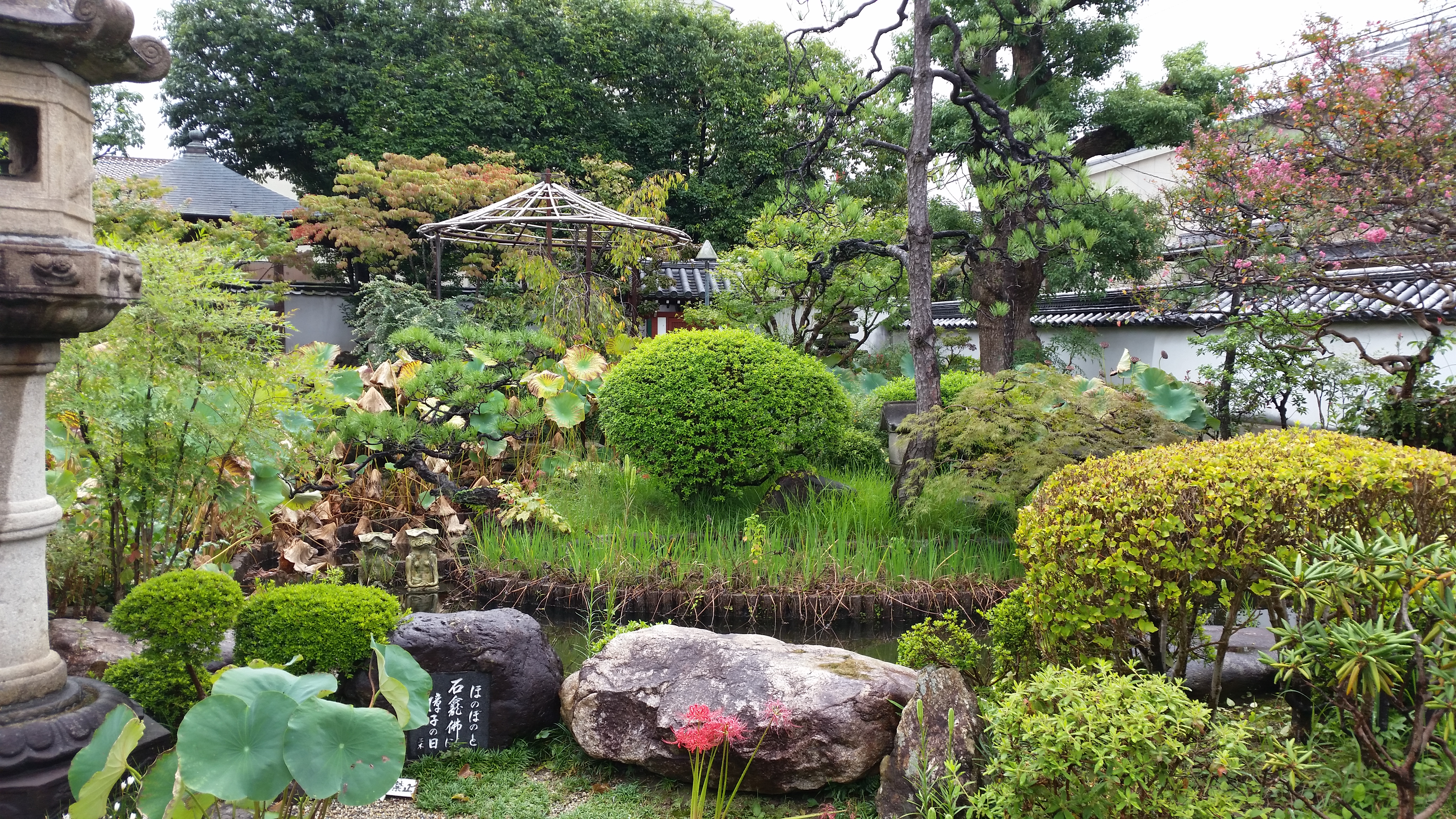
池と庭園
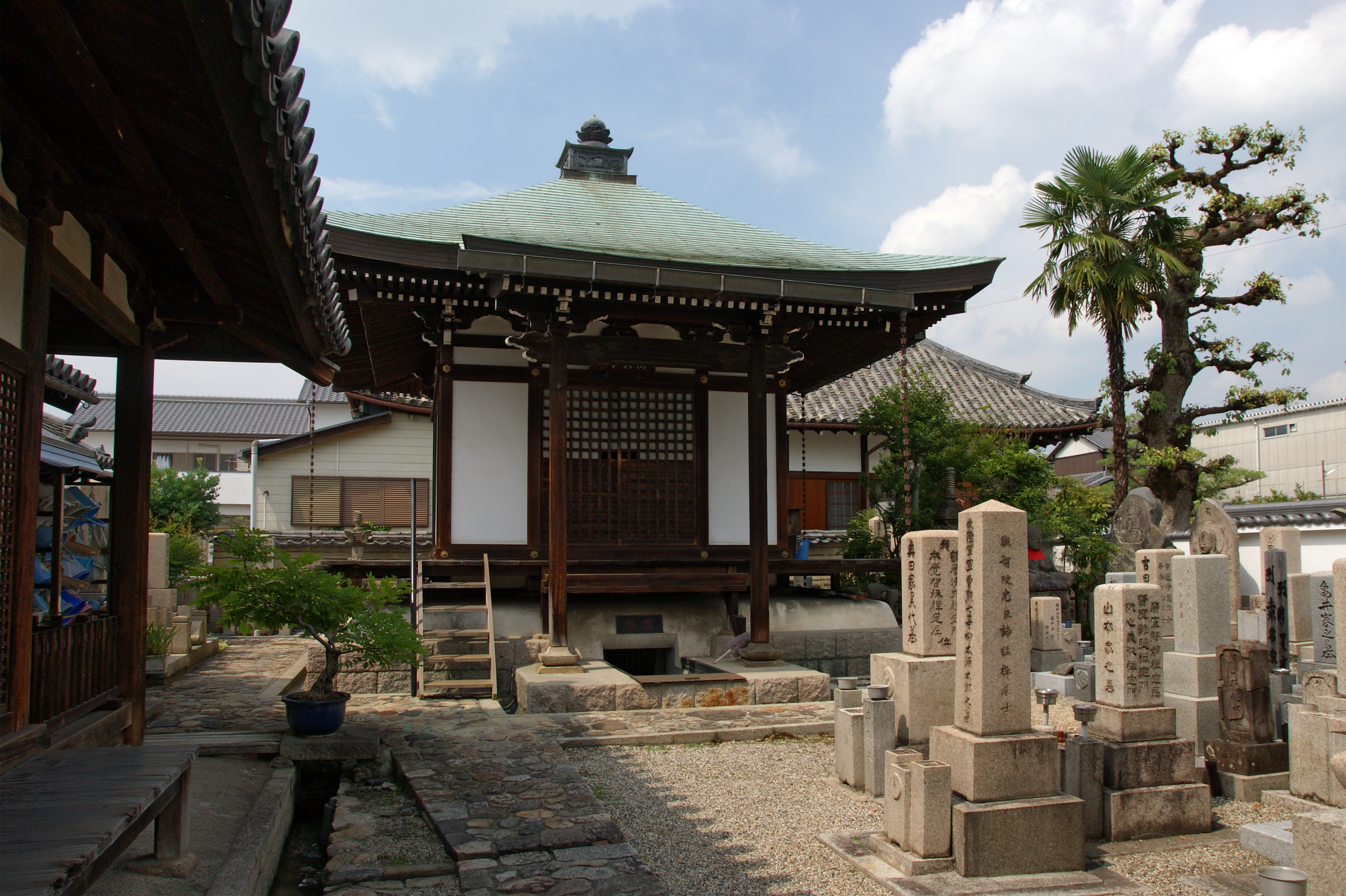
御影堂
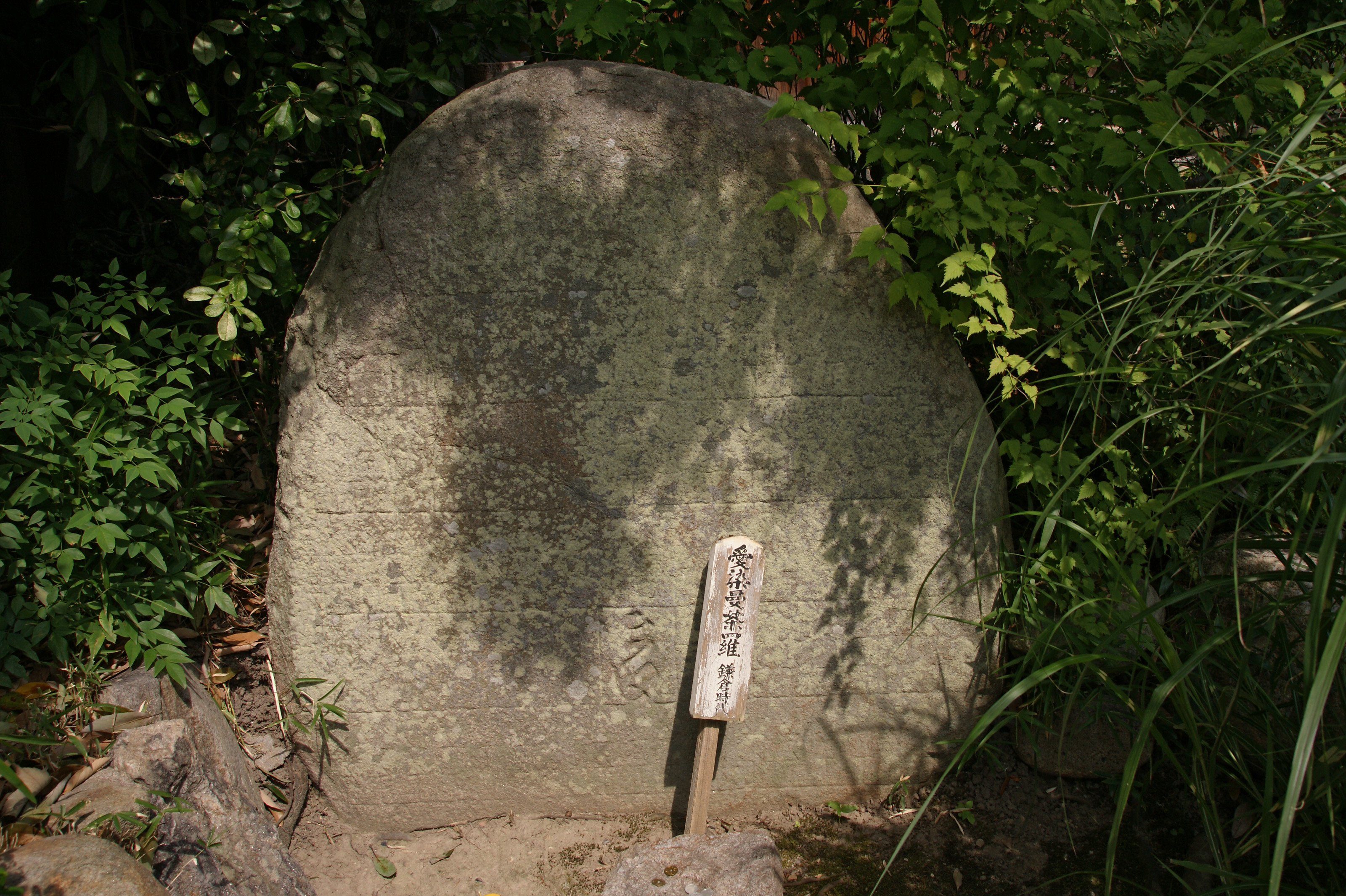
愛染曼荼羅
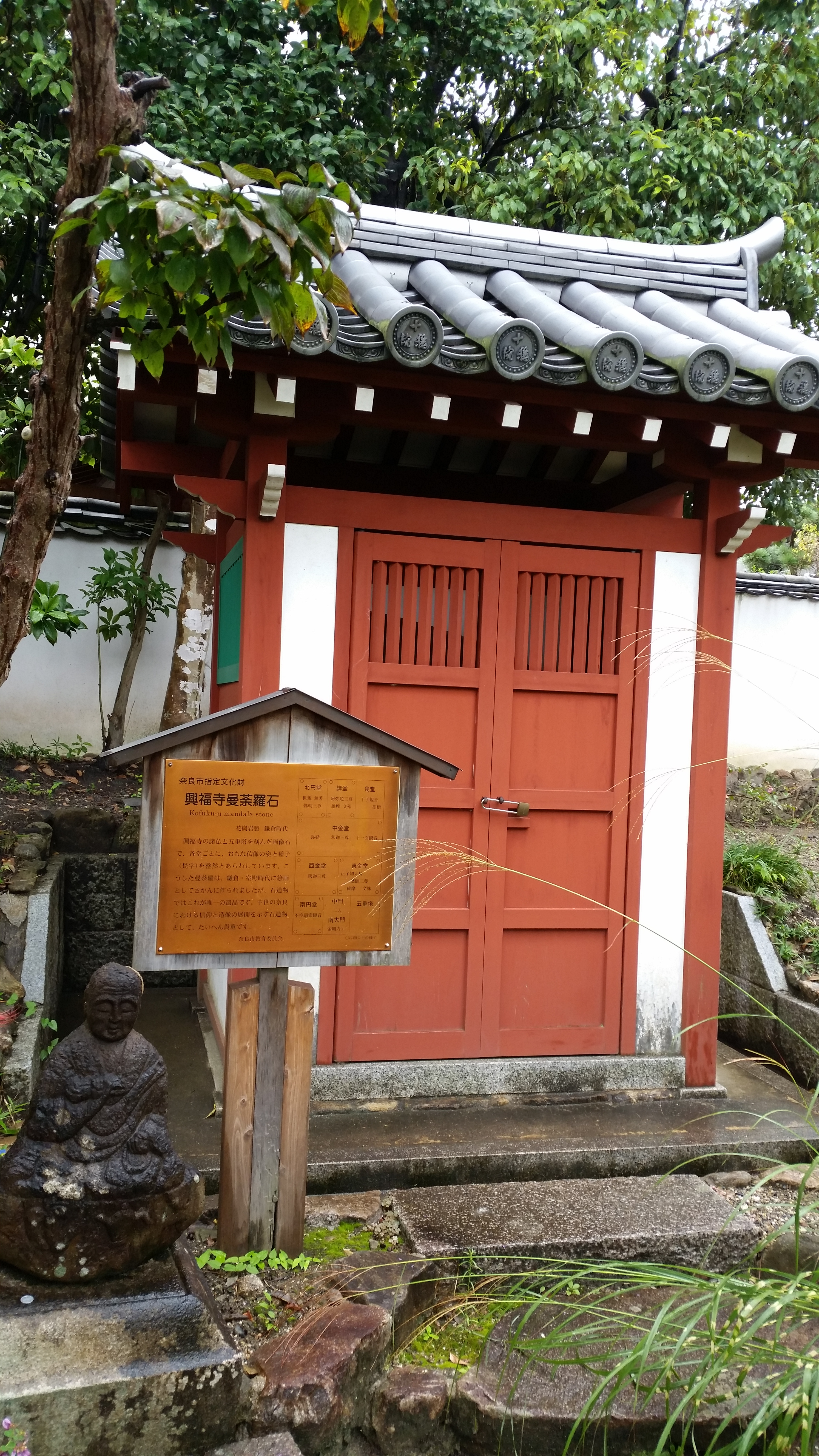
興福寺曼荼羅石（堂内）
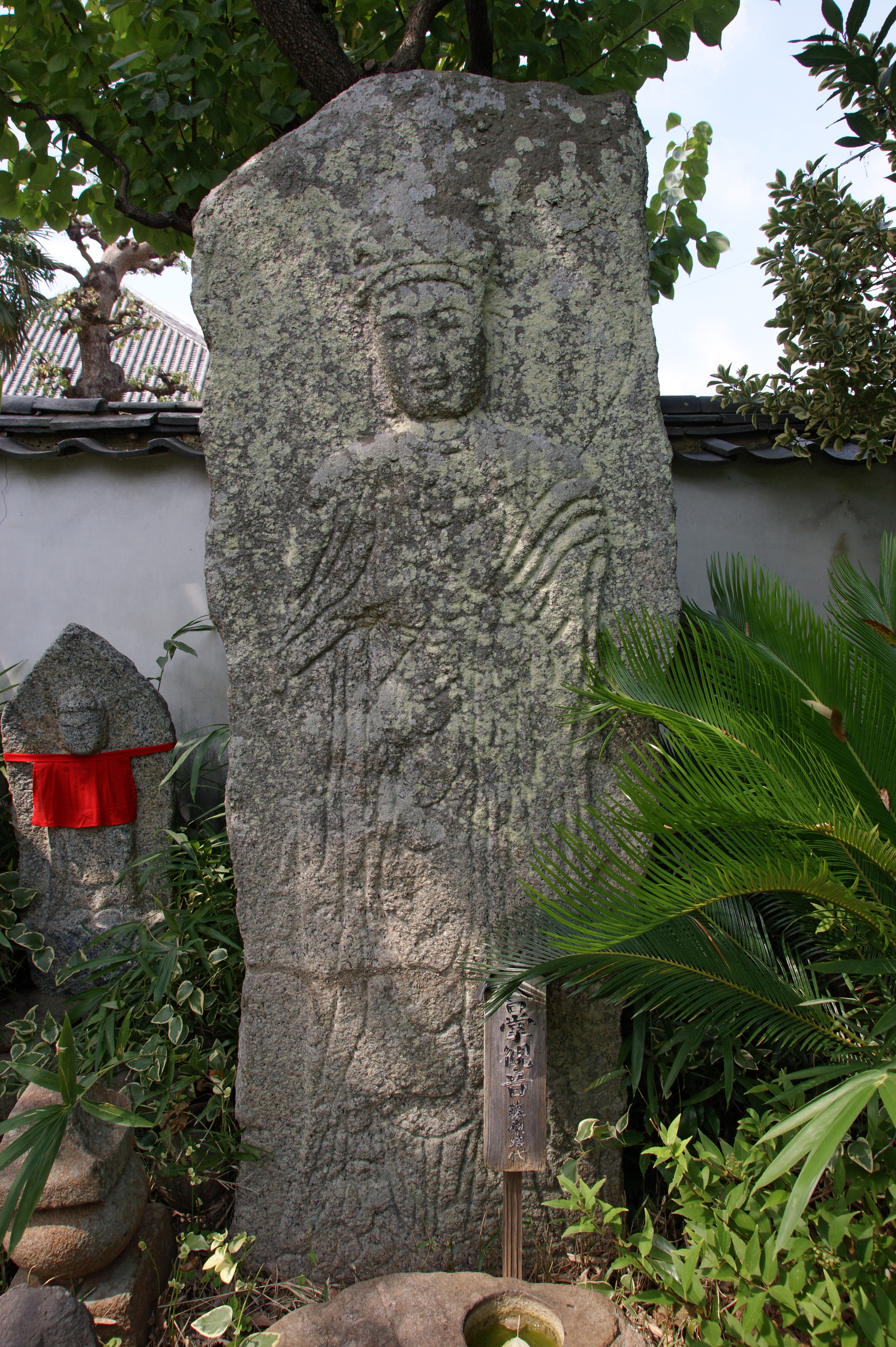
石造菩薩立像（合掌観音）
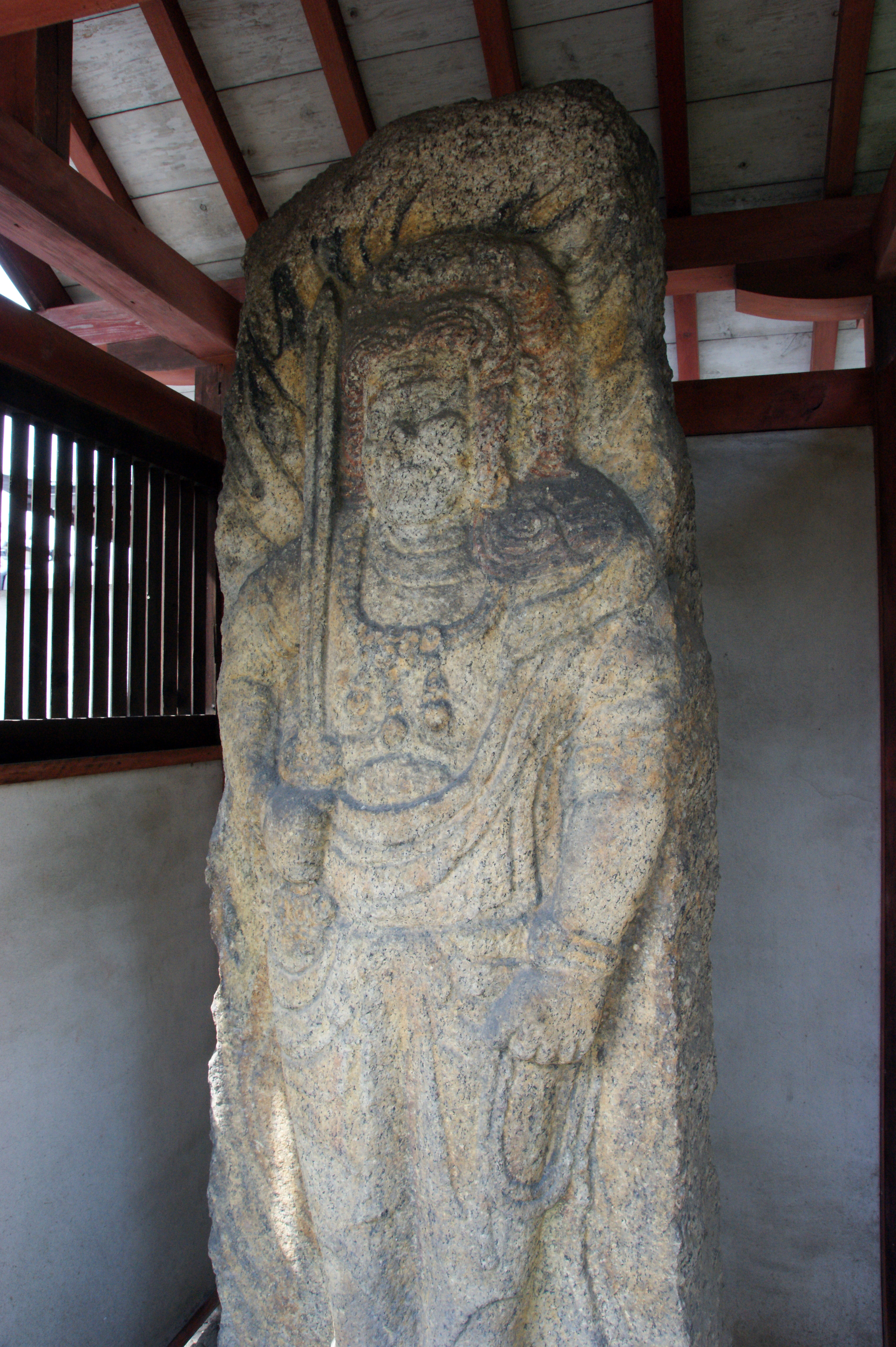
石造不動明王立像
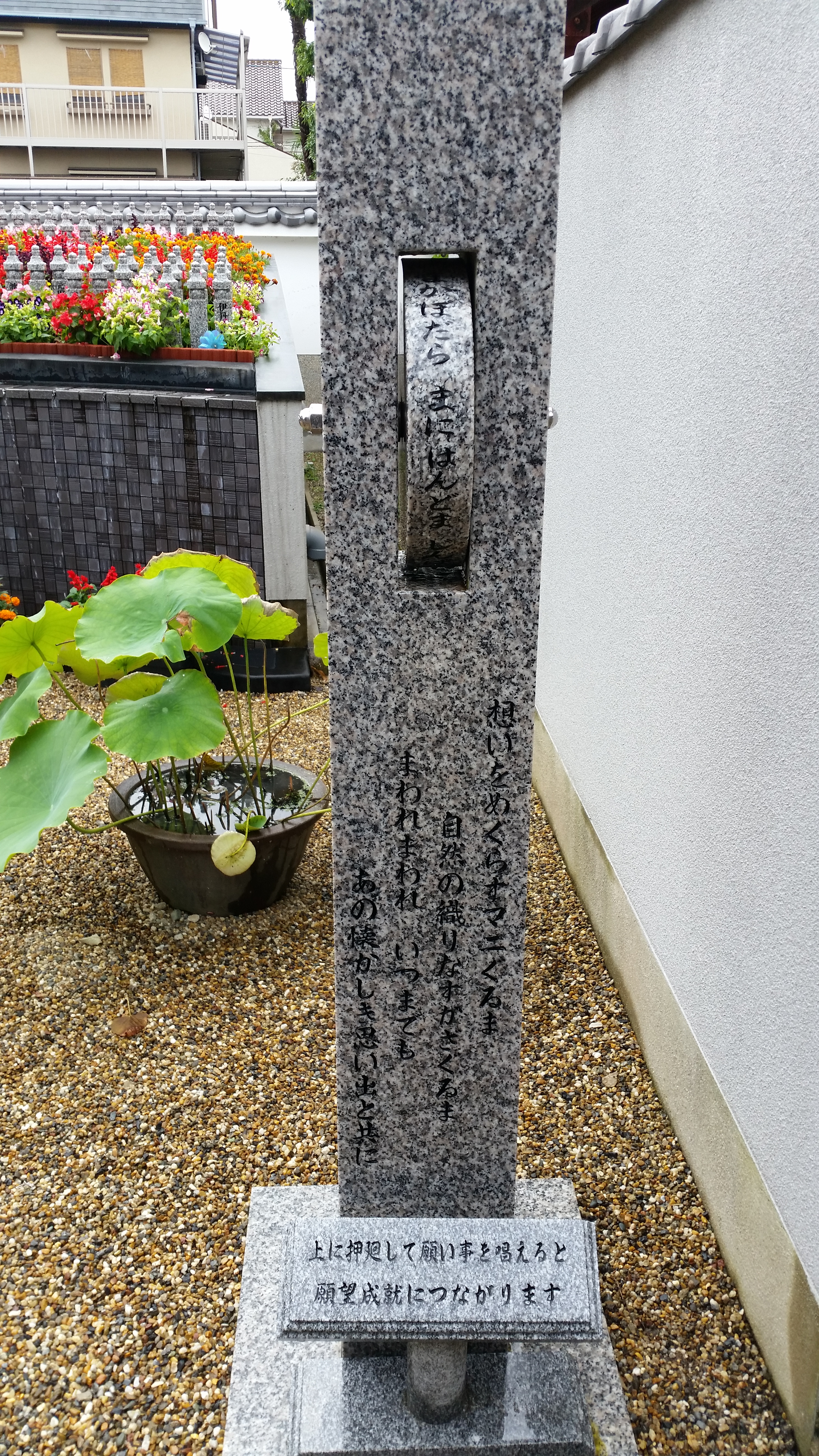
マニ車
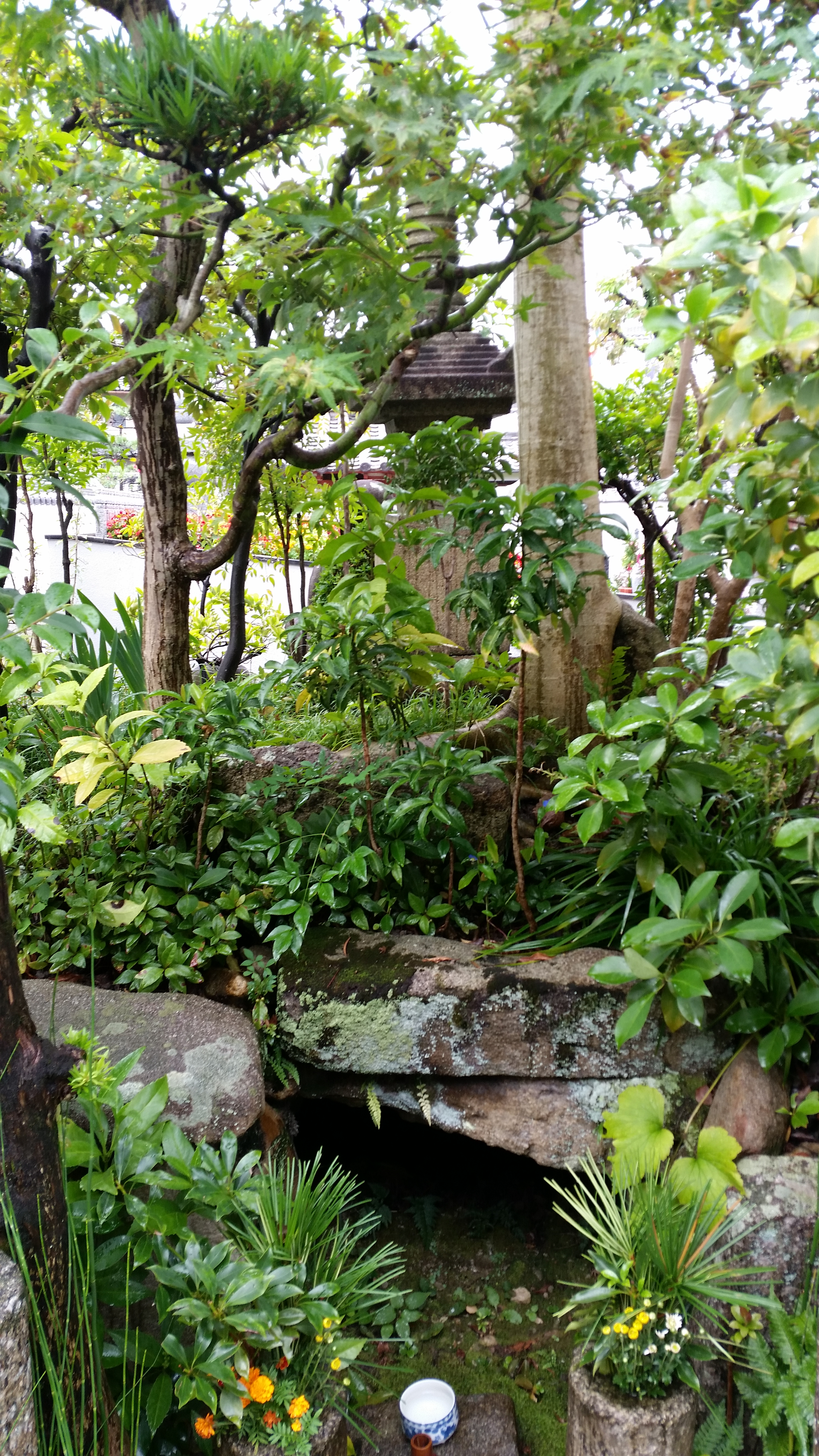
魚養塚
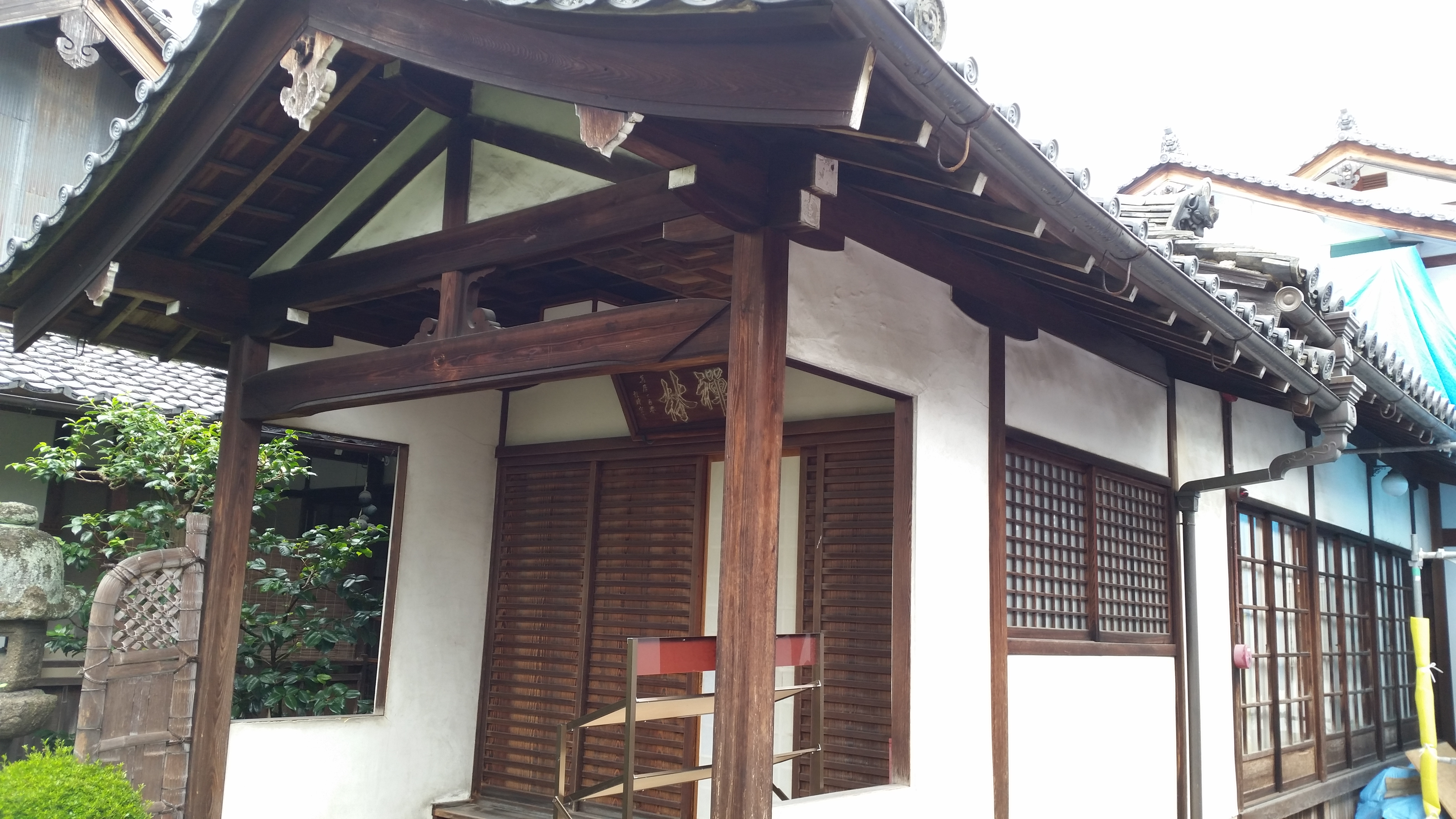
客殿
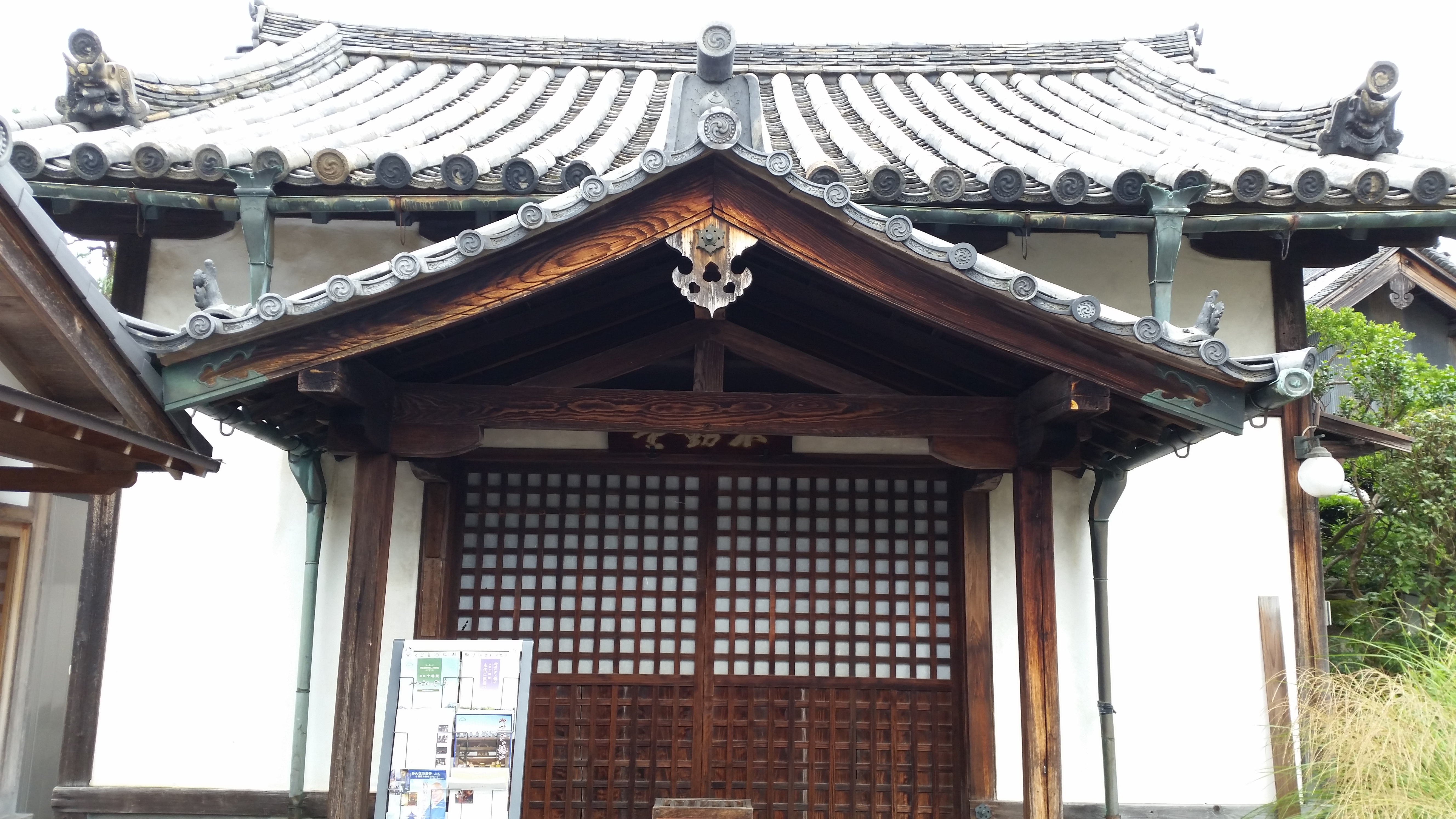
護摩堂

## 文化財

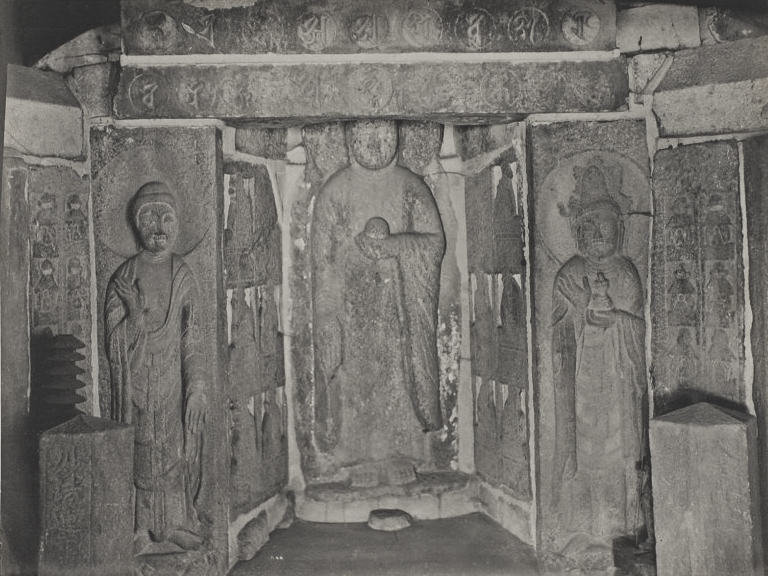
石仏龕 地蔵菩薩像（中央）、釈迦如来像（向かって左）、弥勒菩薩像（向かって右）

### 国宝
- 本堂

### 重要文化財
- 南門
- 石仏龕（附：覆堂） - 全て花崗岩の切石を用いた日本では非常に珍しい石仏龕。間口268センチメートル、奥行245センチメートル、高さ242センチメートルの規模[1]で、切石を積み上げて厨子形に整え[1]、本尊の地蔵菩薩立像[注釈 2]を中心に、手前左右の壁面に冥界の十王像が刻まれている[1]。その手前には東側面に聖観音、西側面に不動明王を刻み、さらに手前の左右には弥勒菩薩、釈迦如来が半肉に陽刻されている[1]。さらに外側には金剛力士（仁王）、持国天、多聞天、五輪塔、四天王像などを表す[1]。龕の上方や両側には北斗七星、九曜、十二宮や二十八宿などの種子（梵字）が刻まれる。これらの彫刻は当初は彩色されており、美術史上類を見ない仏龕といえる[1]。地蔵菩薩像は鎌倉時代前期頃、他の諸像はやや時代が降るとされている。なお、この石仏龕は「彫刻」ではなく「建造物」として重要文化財に指定されている。
- 木造不動明王二童子立像 3躯 - 護摩堂安置。智証大師作の伝承を有するが[5]、実際は平安時代後期の作である[6]。不動明王は木造彩色で高さ98センチメートル、二童子像は高さ45センチメートル余[1]。

※上記のほか、東京国立博物館構内にある「旧十輪院宝蔵」（重要文化財）はもと当院にあったもの。1882年（明治15年）に東京へ移築されたものである。小規模な校倉造倉庫で、鎌倉時代の建築である。

### 奈良県指定有形文化財
- 御影堂
- 絹本著色阿弥陀浄土図（伝智光曼荼羅）
- 多宝塔 - 室町時代。工芸品。

### 奈良市指定有形文化財
- 銅造誕生釈迦仏立像 - 白鳳時代。
- 絹本著色尊勝曼荼羅図 - 鎌倉時代。
- 絹本著色十六羅漢像 2幅 - 鎌倉時代。
- 興福寺曼荼羅石 1面 - 鎌倉時代。

### 鎌倉期石造品
境内に散財する石造品は、いずれも鎌倉時代の遺品とみられる。
- 石造不動明王立像 - 高さ205センチメートル[1]。一部に彩色が残る[1]。
- 石造菩薩立像（合掌観音）
- 愛染曼荼羅石
- 十三重石塔

### その他
十三仏図、両界曼荼羅図、十六羅漢図など。

## 前後の札所
大和北部八十八ヶ所霊場
5 元興寺塔跡　-　6 十輪院　-　7 福智院
大和地蔵十福霊場
2 元興寺極楽坊　-　3 十輪院　-　4 福智院

## アクセス
- JR大和路線奈良駅・近鉄奈良駅より奈良交通バス（天理駅行）「福智院町」下車、徒歩